# Juan Bautista Gill
 (juillet 2017).
Si vous disposez d'ouvrages ou d'articles de référence ou si vous connaissez des sites web de qualité traitant du thème abordé ici, merci de compléter l'article en donnant les références utiles à sa vérifiabilité et en les liant à la section « Notes et références ».
Juan Bautista Gill García (Juan Bautista Garcia del Barrio Gill), né le 28 octobre 1840 à Asuncion et mort le 12 avril 1877 est un homme d'État paraguayen et président du Paraguay du 25 novembre au 12 avril 1877. Il est le petit-fils de Don Juan Miguel Gill, l'un des fondateurs et membres du Cabildo.

## Biographie
Il se fixe à Buenos Aires pour poursuivre ses études secondaires et engager une formation médicale qu'il ne mènera pas à terme. Il retourne au Paraguay en 1863 alors que sévit la guerre de la Triple Alliance. Il s'engage dans le service de santé des armées paraguayennes, mais est fait prisonnier en décembre 1868. Il est libéré par les alliées sous condition de ne pas les combattre.
Le 25 janvier 1869, Gill participe à une réunion organisée par Don Serapio Machain afin de proposer aux forces d'occupation alliées l'instauration d'un gouvernement provisoire. Parmi les participants figuraient : Jose Segundo Decoud, Cayo Miltos, Carlos Loizaga, Juan A. Jara et Salvador Jovellanos. Gill est nommé ministre des finances et président du Sénat. Il est accusé de détournement de fonds et le Sénat le révoque. Mais l'époque est troublée et l'actuel président, Rivarola, dissout le Congrès. Étant l'un des instigateurs de ce coup d'État, il retrouve son poste au ministère des finances.
Il devient président de la république du Paraguay le 25 novembre 1874. Son cousin, Higinio Uriarte Garcia del Barrio est vice-président et son gouvernement comprend des personnalités qui vont compter dans les années futures : Bernardino Caballero, Benjamin Aceval, Patricio Escobar, Facundo Machaín.
En février 1876, il signe avec l'Argentine un traité de paix, de commerce et de navigation qui fixe également les nouvelles frontières : le Paraguay perd la province de Misiones au sud du fleuve Parana, certaines îles situées sur le fleuve ainsi que le territoire entre les rivières Pilcomayo et Bermejo.
Sur le plan intérieur, il fait adopter le Code civil sur le modèle argentin et la loi sur le monopole du tabac. Une émeute éclate à Caacupé en décembre 1875 dirigée par le général Serrano, son ancien ministre de l'Intérieur. L'insurrection est soutenue par des forces brésiliennes, mais est réprimée et cause la mort de Serrano et d'autres rebelles.
Le gouvernement de Gill doit faire face à un mécontentement général dû aux échecs économiques. Les conspirations se succèdent dans un climat de confusion générale. Le 12 avril 1877 le président Gill se déplace en compagnie de ses deux officiers de haut rang, empruntant la rue Villarrica (actuelle rue président Franco). En traversant la Independencia Nacional, il est abattu et meurt sur le coup.

## Source de la traduction
- (en) Cet article est partiellement ou en totalité issu de l’article de Wikipédia en anglais intitulé « Juan Bautista Gill » (voir la liste des auteurs).